# Andrew Downes
Andrew Downes (1550-1628) fue un catedrático y escritor nacido en Inglaterra

## Biografía
Downes nació en Shropshire y después de hacer sus primeros estudios en la escuela Real de Shrewsbury, entró en 1567 en la universidad de Cambridge y en 1586 obtuvo la cátedra de profesor de griego.
Como escritor su edición de "Discursos de Lisias sobre la muerte de Eratóstones", Cambridge, 1593, in-8.º, es rara, con notas de mérito y publicó en 1621, in-8.º "Discursos de Demóstenes sobre la paz", con un comentario del mismo género que había dado a Lysias, siendo imprimida por Beck en Leipzg, en 1799, reuniendo las notas de Downes, y colaboró en la traducción inglesa de la Biblia, recompensada con una prebenda de la iglesia de Wells.
Muchas notas de Downes en Crisostomo fueron averiguadas por el erudito grado de maestro de artes en la Universidad de Oxford en 1570 Henri Savill (1549-1622) en la edición de este autor, y Downes falleció preso en Cotton a la edad de 77 años.

## Obra
- Demosthenis et Aechnis, quae exstant omnia,............., Londini: apud J.F. Dove, 1828, 10 vols.
- Praelectiones in Philippicam de pace Demosthenis,...., Londini: apud I. Billium, 1621.
- Memoriae sacra illustris,..., Cantebrigiae: Cantrelli legge, 1612.
- Eratosthenes, hoc est,...., Cambridge, excudebat I. Legatus, 1593.